# Лекзирі
Лекзирі (Лекзир; груз. ლეხზირი) — складний долинний льодовик, один з найбільших на південному схилі Головного хребта Великого Кавказу, на схід від гори Ушба, на півночі мхаре Самегрело-Земо-Сванеті в Грузіі.

## Географія
Льодовик в плані має хрестоподібну форму, складається з трьох гілок: Західної (~4,0 км, тече на схід), Східної (~5,0 км, тече на захід), Північної (~2,0 км, тече на південь) і зливаються в один потік у центрі котловини, оточеної вершинами Бжедух (4274 м), Улукара (4302 м), Лацга (4019 м) та Башильтау (4148 м). Після злиття льодовик тече на південь ще близько 2,0 км. Фірнова лінія льодовика лежить на висоті 3090 м, а язик під суцільним моренним чохлом спускається до відмітки 2320 м (2014) від рівня моря і дає початок річці Местіачала, правій притоці Мулхурі (бассейн річки Інгурі). Загальна довжина льодовика складає 11,8 км, загальна площа (23,3+6,2) км² (2014). Льодовик живиться крижаними потоками та лавинами з прилеглих гір.

## Історія
З 1890 по 1960 рік льодовик скоротився на 1890 м, в даний час скорочення триває.
У 19 столітті Лекзирі був третім за величиною льодовиком в Грузії після льодовиків Твібері і Цанері. Однак, як і у випадку з іншими льодовиками на Кавказі, розмір льодовика з роками зменшився.
У 1887 році він займав площу близько 40,8 км² з льодовиковим язиком на висоті 1730 м над рівнем моря. У 1960 р площа льодовика становила близько 36 км² з льодовиковим язиком на висоті 1970 м над рівнем моря.
У 2012 році спостерігався відрив північній частині льодовика (площа близько 6,2 км² на 2014 рік).
У 2014 році два основних потоки Лекзирі (без відокремленої північної частини), займали площу 23,3 км² з льодовиковим язиком на висоті 2320 м над рівнем моря, ставши найбільшим льодовиком Грузії в 2014 році.